# Mesosa angusta
Mesosa angusta là một loài bọ cánh cứng trong họ Cerambycidae.